# Ni Duan

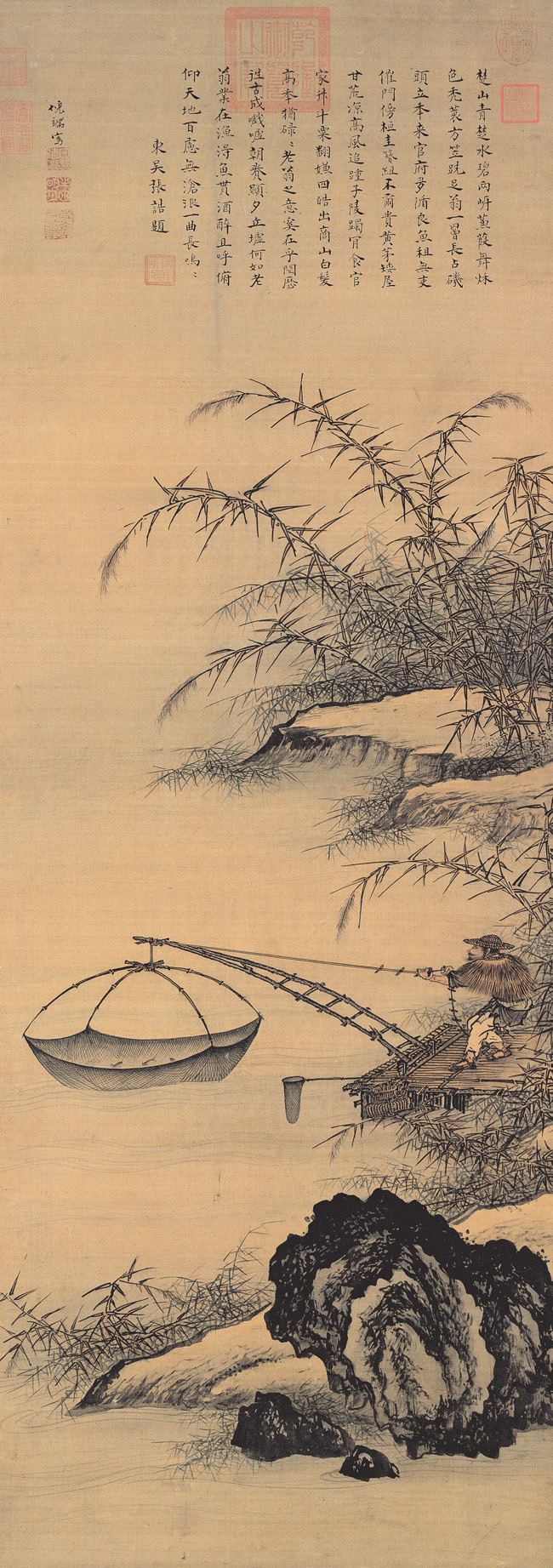
Ni Duan, Capturant peix, Museu Nacional del Palau de Taipei

Ni Duan (xinès: 倪端; pinyin: Ní Duān), conegut també com a Zhongzheng, fou un pintor que va viure sota la dinastia Ming. Va néixer l'any 1436 a Hangzhou, província de Zhejiang i va morir el 1505. Fou un dels quatre mestres afavorits per l'emperador Xuande. Va destacar com a pintor de gent i paisatges.